# Europejskie Igrzyska Halowe w Lekkoatletyce 1967 – bieg na 50 m kobiet
Bieg na 50 metrów kobiet – jedna z konkurencji biegowych rozgrywanych podczas lekkoatletycznych europejskich igrzysk halowych w hali Sportovní hala w Pradze. Eliminacje zostały rozegrane 11 marca, a bieg finałowy 12 marca 1967. Zwyciężyła reprezentantka Węgier Margit Nemesházi, która tym samym obroniła tytuł z poprzednich igrzysk. Druga na mecie Karin Wallgren ze Szwecji zwyciężyła na tych igrzyskach w biegu na 400 metrów.

## Rezultaty

### Eliminacje
Rozegrano 2 biegi eliminacyjne, do których przystąpiło 11 biegaczek. Awans do finału dawało zajęcie jednego z pierwszych trzech miejsc w swoim biegu (Q).
Opracowano na podstawie materiału źródłowego.
Bieg 1
| Miejsce | Zawodniczka       | Czas | Uwagi |
| ------- | ----------------- | ---- | ----- |
| 1       | Karin Wallgren    | 6,2  | Q,    |
| 2       | Wira Popkowa      | 6,3  | Q     |
| 3       | Hannelore Trabert | 6,3  | Q     |
| 4       | Brigitte Geyer    | 6,4  |       |
| 5       | Eva Putnová       | 6,4  |       |
| 6       | Berit Berthelsen  | 6,4  |       |

Bieg 2
| Miejsce | Zawodniczka        | Czas | Uwagi |
| ------- | ------------------ | ---- | ----- |
| 1       | Alena Kalodová     | 6,4  | Q     |
| 2       | Galina Bucharina   | 6,4  | Q     |
| 3       | Margit Nemesházi   | 6,4  | Q     |
| 4       | Jutta Stöck        | 6,5  |       |
| 5       | Ljiljana Petnjarić | 6,6  |       |

### Finał
Opracowano na podstawie materiału źródłowego.
| Miejsce | Zawodniczka       | Czas |
| ------- | ----------------- | ---- |
| 1       | Margit Nemesházi  | 6,3  |
| 2       | Karin Wallgren    | 6,4  |
| 3       | Galina Bucharina  | 6,5  |
| 4       | Hannelore Trabert | 6,5  |
| 5       | Alena Kalodová    | 6,6  |
| 6       | Wira Popkowa      | 6,6  |